# Marie fängt Feuer
Marie fängt Feuer ist eine Heimatfilm-Reihe aus der Herzkino-Reihe, die im Auftrag vom ZDF bis 2020 von Wiedemann & Berg Filmproduktion produziert wurde. Seitdem war die MadeFor Film die verantwortliche Produktionsfirma. Seit der 15. Folge wurde die Reihe am Donnerstag-Abend ausgestrahlt. Die Hauptrolle der Marie Reiter wird von Christine Eixenberger gespielt. Im April 2025 wurde die Serie nach der 26. Episode eingestellt.

## Handlung

### Folge 1
Marie und Stefan, sie allein erziehende Mutter von Max, er Witwer mit Sohn Daniel, wollen heiraten. Doch Daniel passt das nicht, er bricht am Polterabend zusammen mit Max in die Scheune ein, wo die Hochzeit stattfinden soll und entfacht einen Brand. Maries Vater Ernst, der Feuerwehrkommandant, rettet die beiden aus der brennenden Scheune. Daniel will nicht zu seiner Tat stehen und Max will seinen Freund nicht verraten. Stefan steht natürlich zu seinem Sohn und stellt damit die Beziehung zu Marie auf eine Probe. Zudem hat die Freiwillige Feuerwehr von Wildegg ein Problem mit dem Nachwuchs, Ernst will das Amt des Kommandanten an Stefan abgeben, aber die Nachbargemeinde will die Feuerwehr übernehmen. Marie beschließt deshalb, zusammen mit ihrer besten Freundin Angie der Feuerwehr beizutreten. Sie hat dabei die Unterstützung der Bürgermeisterin Olivia Höllrigl, bei der sie auch arbeitet.

### Rahmenhandlung
Die Feuerwehr und die Beziehung zwischen Marie und Stefan sind die Rahmenhandlung in den einzelnen Folgen, dazu kommen jeweils in sich abgeschlossene Geschichten, wo Marie als Feuerwehrfrau oder Mitarbeiterin im Rathaus helfend eingreift.
Ab Folge 17 ist Marie Kommandantin der Feuerwehr Murnau. Nur Maries Eltern sind weiterhin Teil der Handlung. 

## Hintergrund
Die ersten beiden Folgen wurden am 20. und 27. November 2016 ausgestrahlt. Diese waren so erfolgreich, dass man zwei neue Folgen in Auftrag gab, welche am 5. und 12. November 2017 ausgestrahlt wurden. Seit dem 5. Juni 2018 wurden vier weitere Folgen gedreht und ab dem 12. Mai 2019 ausgestrahlt.
Ab Folge 15 im Oktober 2022 wechselt die Reihe vom Sonntag auf den Donnerstag.
Ursprünglich wurde Marie fängt Feuer unter den Arbeitstiteln Freiwillig Feuerwehrfrau und Feuer und Flamme produziert.

## Besetzung

### Hauptdarsteller
| Schauspieler/in        | Rollenname         | Folgen          |
| ---------------------- | ------------------ | --------------- |
| Christine Eixenberger  | Marie Reiter       | 1–26            |
| Stefan Murr            | Stefan Weingartner | 1–20            |
| Wolfgang Fierek        | Ernst Reiter       | 1–26            |
| Saskia Vester          | Irene Reiter       | 1–26            |
| Katharina Müller-Elmau | Olivia Höllrigl    | 1–8             |
| Sylta Fee Wegmann      | Angie Schwarz      | 1–17, 19–20, 23 |
| Gabriel Raab           | Marco Stober       | 1–13            |
| Moritz Regenauer       | Max Reiter         | 1–18            |
| Jonas Holdenrieder     | Daniel Weingartner | 1–14            |
| Ferdinand Dörfler      | Gerhard Tenner     | 1–26            |
| Konstantin Moreth      | Berti              | 1–4             |
| Julian Looman          | Philipp Senger     | 3–11            |
| Wolfgang Maria Bauer   | Ludwig Sommer      | 3–9, 15–22      |
| Nicole Gerdon          | Rita Leitner       | 7–18            |
| Jürgen Tonkel          | Jakob Griessbauer  | 9–16            |
| David Zimmerschied     | Mark Gruber        | 9–16            |
| Soraya Bouabsa         | Kirsten            | 12, 15–16       |
| Stephan Luca           | Peter Angerer      | 17–26           |
| Lisa Jopt              | Antonia Geier      | 17–26           |
| Xiduo Zhao             | Florian Weber      | 17–26           |
| Bettina Redlich        | Susanne Stocker    | 17, 19–26       |
| Sebastian Fritz        | Fritz Engel        | 18–26           |
| Ferdinand Seebacher    | Dr. Tim Kurzek     | 20–21, 23–26    |
| Thomas Unger           | Markus Berndorfer  | 23–26           |

### Gastdarsteller
| Schauspieler/in        | Rollenname               | Folgen         |
| ---------------------- | ------------------------ | -------------- |
| Michele Oliveri        | Rudolf Garland           | 1              |
| Thomas M. Meinhardt    | Großbauer Stangassinger  | 1              |
| David A. Hamade        | Brandermittler Söllner   | 1, 14          |
| Mareile Blendl         | Katharina Brunner        | 2              |
| Michael A. Grimm       | Matthias Brunner         | 2              |
| Ella Frey              | Sophie Brunner           | 2              |
| Butz Ulrich Buse       | Schrottplatzhändler Hugo | 2              |
| Priska Kraft           | Lena                     | 2              |
| Katharina Thalbach     | Luisa Bachhuber          | 3              |
| Bettina Mittendorfer   | Camilla Tenner           | 4              |
| Ulrich Brandhoff       | Domi                     | 5              |
| Emma Drogunova         | Agnes                    | 5              |
| Nino Böhlau            | Lennart                  | 5              |
| Branko Samarovski      | Toni                     | 5              |
| Michael Hanemann       | Christof                 | 6              |
| Alexander Beyer        | Thomas                   | 6              |
| Mai Duong Kieu         | Jana                     | 6              |
| Inge Maux              | Ursula                   | 6              |
| Vedat Erincin          | Altay                    | 7              |
| Yasemin Cetinkaya      | Merve                    | 7              |
| Adam Bay               | Elyas                    | 7              |
| Rainer Furch           | Sepp Steiner             | 7              |
| Nicholas Reinke        | Frank Egermann           | 8              |
| Kathrin von Steinburg  | Kati Egermann            | 8              |
| Emma Brecht            | Emma Egermann            | 8              |
| Max Schmidt            | Anton Staller            | 8              |
| Teresa Klamert         | Hanna                    | 8              |
| David Rott             | Simon                    | 9              |
| Lia Perez              | Martha                   | 9              |
| Maximilian Dirr        | Martin                   | 9              |
| Ingrid Farin           | Frau Ott                 | 9              |
| Katja Studt            | Lili Deixenbichler       | 10             |
| Philipp Franck         | Rudi                     | 10             |
| Lukas Schmidt          | Tommi                    | 10             |
| Tobias Maehler         | Hagens                   | 10             |
| Tobias Kay             | Mondscheiner             | 10             |
| Rainer Sellien         | Bernd                    | 10             |
| Matthias Ziesing       | Jörg Feierabend          | 11             |
| Xenia Tiling           | Karo                     | 11             |
| Finya Plate            | Maja Feierabend          | 11             |
| Paul Wressing          | Paul Feierabend          | 11             |
| Thomas Limpinsel       | Thomas Kohlmann          | 11             |
| Hans-Werner Meyer      | Manuel Buchmayer         | 12             |
| Soraya Bouabsa         | Kirsten Buchmayer        | 12             |
| Nicole Marischka       | Emma Buchmayer           | 12             |
| Stephan Luca           | Christoph Bauer          | 12             |
| Sebastian Schneider    | Lukas Buchmayer          | 12             |
| Petra Berndt           | Martha                   | 12             |
| Stefanie Dischinger    | Sabrina                  | 12             |
| Jytte-Merle Böhrnsen   | Ruth Ziegler             | 13             |
| Peter Prager           | Anton Ziegler            | 13             |
| Julia und Luise Gleich | Paula Ziegler            | 13             |
| Sebastian Fräsdorf     | Martin Theiner           | 13             |
| Zeynep Bozbay          | Dr. Sabina Brunner       | 13             |
| Andreas Nickl          | Sebastian Grünberg       | 13             |
| Renan Demirkan         | Margarete Emmerling      | 14             |
| Thomas Gräßle          | Lukas Emmerling          | 14             |
| Philipp Boos           | Andreas Emmerling        | 14             |
| Maja Lehrer            | Elvira Emmerling         | 14             |
| Heikko Deutschmann     | Gottfried Schuster       | 15             |
| Muriel Baumeister      | Simone Schuster          | 15             |
| Lo Rivera              | Tamara Berger            | 15             |
| Dagny Dewath           | Sabrina Huber            | 16             |
| Simon Böer             | Jonas Bayer              | 16             |
| Kai Albrecht           | Emil Huber               | 16             |
| Bernadette Heerwagen   | Veronika Stein           | 17             |
| Johann Schuler         | Leopold Stein            | 17             |
| Eva-Maria Reichert     | Sonja Bauer              | 18             |
| Stefan Rudolf          | Thomas Bauer             | 18             |
| Francesco Wenz         | Richard Bauer            | 18             |
| Joyce Sanhá            | Mia                      | 18             |
| Elena Uhlig            | Corinna Petzold          | 19             |
| Despina Pajanou        | Jadranka Angerer         | 19             |
| Franziska Schlattner   | Britta Jacobs            | 19, 22, 24, 26 |
| Axel Moustache         | Vitas Tomasevic          | 19             |
| Anica Happich          | Anna Nowak               | 20             |
| Eisi Gulp              | Paul Nowak               | 20             |
| Isabell Stern          | Ulrike                   | 20             |
| Götz Otto              | Kai de Pascalis          | 21             |
| Antonia Bill           | Elena                    | 21             |
| Nele Kiper             | Marlene Hoffmann         | 21             |
| Daan Lennard Liebrenz  | Levin Gruber             | 21             |
| Niobe Carolin Eckert   | Sophie Hoffmann          | 21             |
| Lena Meckel            | Lara                     | 22             |
| Nicolas Wolf           | Leo                      | 22             |
| Jonathan Hutter        | Vincent                  | 22             |
| Riccardo Angelini      | Lebron                   | 22             |
| Ina Meling             | Annett Obermüller        | 22             |
| Kai Schumann           | Kai Borsig               | 23             |
| Julian F. Haberler     | Jens                     | 23             |
| Jason Elvis Klare      | Roman                    | 23             |
| Casper von Bülow       | Conny                    | 23             |
| Timothy Scannell       | Nick                     | 23             |
| Tim Offerhaus          | Leon                     | 23             |
| Amira Aly              | Lissa                    | 23             |
| August Zirner          | Hannes Reiter            | 24             |

## Episodenliste
| Nr. | Originaltitel               | Erstausstrahlung D | Regie                | Drehbuch                                             | Zuschauer |
| --- | --------------------------- | ------------------ | -------------------- | ---------------------------------------------------- | --------- |
| 1   | Für immer und ewig          | 20. Nov. 2016      | Edzard Onneken       | Klaus Henrik, Michael Kenda                          | 4,51 Mio. |
| 2   | Vater sein dagegen sehr     | 27. Nov. 2016      | Edzard Onneken       | Klaus Henrik, Marie-Helene Schwedler                 | 5,08 Mio. |
| 3   | Allein war gestern          | 5. Nov. 2017       | Hans Hofer           | Stefan Kuhlmann                                      | 4,27 Mio. |
| 4   | Nichts als die Wahrheit     | 12. Nov. 2017      | Hans Hofer           | Michael Gantenberg, Lilly Bogenberger                | 4,47 Mio. |
| 5   | Zweite Chance               | 11. Nov. 2018      | Hans Hofer           | Béatrice Huber                                       | 4,25 Mio. |
| 6   | Kleine Sünden               | 18. Nov. 2018      | Hans Hofer           | Michael Gantenberg, Lilly Bogenberger, Hans Hofer    | 4,37 Mio. |
| 7   | Stürmische Zeiten           | 12. Mai 2019       | Marcus Weiler        | Hans Hofer                                           | 4,28 Mio. |
| 8   | Lügen und Geheimnisse       | 19. Mai 2019       | Marcus Weiler        | Stefan Kuhlmann                                      | 5,03 Mio. |
| 9   | Alles oder nichts           | 17. Nov. 2019      | Hans Hofer           | Hans Hofer                                           | 3,95 Mio. |
| 10  | Den Mutigen gehört die Welt | 24. Nov. 2019      | Hans Hofer           | Hans Hofer                                           | 4,07 Mio. |
| 11  | Spiel des Lebens            | 9. Mai 2021        | Hans Hofer           | Hans Hofer                                           | 4,00 Mio. |
| 12  | Coming Out                  | 16. Mai 2021       | Hans Hofer           | Hans Hofer                                           | 4,25 Mio. |
| 13  | Schattenhaft                | 17. Okt. 2021      | Katrin Schmidt       | Hans Hofer                                           | 4,00 Mio. |
| 14  | Helden des Alltags          | 24. Okt. 2021      | Katrin Schmidt       | Hans Hofer                                           | 4,23 Mio. |
| 15  | Ungewisse Zukunft           | 20. Okt. 2022      | Katrin Schmidt       | Hans Hofer                                           | 3,21 Mio. |
| 16  | Das zweite Ich              | 27. Okt. 2022      | Katrin Schmidt       | Hans Hofer                                           | 3,22 Mio. |
| 17  | Die Feuertaufe              | 3. Nov. 2022       | Michael Karen        | Hans Hofer                                           | 4,37 Mio. |
| 18  | Unbequeme Wahrheiten        | 10. Nov. 2022      | Michael Karen        | Carl Gerber, Hans Hofer                              | 3,63 Mio. |
| 19  | Aufbruch ins Ungewisse      | 10. Okt. 2024      | Stefan Bühling       | Adrienne Bortoli, Ulrike Zinke                       | 3,11 Mio. |
| 20  | Neuanfänge                  | 17. Okt. 2024      | Stefan Bühling       | Carl Gerber                                          | 3,26 Mio. |
| 21  | Herz über Kopf              | 24. Okt. 2024      | Esther Wenger        | Ursula Gruber, Sigrun de Pascalis                    | 3,39 Mio. |
| 22  | Hitzewelle                  | 31. Okt. 2024      | Esther Wenger        | Adrienne Bortoli, Ulrike Zinke                       | 3,13 Mio. |
| 23  | Verschüttet                 | 13. März 2025      | Matthias Kiefersauer | Katja Grübel, Clemens Murath                         | 3,19 Mio. |
| 24  | Vergeben und Vergessen      | 27. März 2025      | Britta Keils         | Carl Gerber                                          | 3,04 Mio. |
| 25  | Lokale Gewitter             | 3. Apr. 2025       | Matthias Kiefersauer | Matthias Kiefersauer, Adrienne Bortoli, Ulrike Zinke | 3,32 Mio. |
| 26  | Brüder                      | 10. Apr. 2025      | Britta Keils         | Carl Gerber                                          | 3,10 Mio. |

## Produktion
Die Drehorte der Episoden befinden sich in den Ammergauer Alpen, Bad Bayersoien, Rottenbuch, Seehausen, Steingaden, Peiting,  Weilheim i. Oberbayern, Oberammergau, Bad Kohlgrub und Schongau dienten als Kulisse für den fiktiven Ort Wildegg, in Grafenaschau steht das Wohnhaus der Familie Reiter. Die Drehorte der Seen waren der Staffelsee und der Starnberger See.

## Rezeption

### Kritiken
Tilmann P. Gangloff meinte auf Tittelbach.tv zu den ersten zwei Episoden:

„Erneut geht das ZDF wie schon bei „Hanna Hellmann“ und „Lena Lorenz“ das Wagnis ein, die zentrale Rolle einer neuen Frauenfilmreihe mit einer praktisch unbekannten Darstellerin zu besetzen. Die bayerische Kabarettistin Christine Eixenberger macht ihre Sache allerdings famos. Der Auftakt von „Marie fängt Feuer“ ist weniger ungewöhnlich: Am Abend vor der Trauung der Titelheldin mit ihrem Verlobten Stefans brennt die Scheune, in der die Feier stattfinden soll. Brandstifter ist Stefans halbwüchsiger Sohn, der die Hochzeit verhindern will. Auch sonst gehorcht der Film den üblichen Rahmenbedingungen für ein konventionelles Heimatdrama; trotzdem lohnt sich das Einschalten schon allein wegen Eixenberger.“

Zur dritten und vierten Episode:

„Ohne lange Einführung setzt „Allein war gestern“ die Geschichte fort, als habe das ZDF „Marie fängt Feuer“ (Wiedemann & Berg) erst letzte Woche ausgestrahlt. Macht aber nichts, weil auch Christine Eixenberger nahtlos an ihre Leistungen aus den ersten beiden Filmen anknüpft: Die immer noch kaum bekannte Schauspielerin beeindruckt durch große Natürlichkeit, viele ihrer Szenen wirken, als seien sie spontan entstanden. Inhaltlich sind die neuen Episoden nicht weiter ungewöhnlich: Eigentlich sollte Marie die Beziehungen zu ihrem Verlobten sowie zum Vater ihres Sohnes klären, aber dazu kommt sie kaum, weil sie sich wie alle Heldinnen des Helferinnen-Genres um die Probleme von anderen kümmern muss.“